# Maggiolina
La Maggiolina (La Maggiolina in dialetto milanese, AFI: [ˌmad͡ʒuˈliːna]) è una zona residenziale di Milano, appartenente al Municipio 2 e al NIL n. 12 "Maciachini - Maggiolina". 
Per quanto il suo nome, appartenuto a una cascina oggi scomparsa, si riferisse originariamente a un quartiere   residenziale sorto a ovest di via Melchiorre Gioia e quasi interamente a sud della circonvallazione esterna, col tempo sarebbe andato a indicare una zona più estesa e dai contorni decisamente sfumati, finendo per sovrapporsi al vicino Villaggio dei Giornalisti (realizzato a partire dal 1911) e per comprendere anche il Quartiere Mirabello (1939).

## Storia

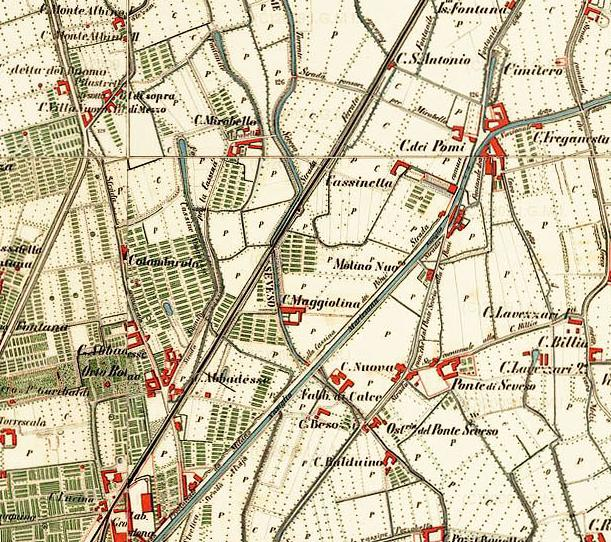
La Cascina Maggiolina, lungo le sponde del Seveso, nella Carta di Manovra dell'IGM del 1878.

La zona prende il nome da un'antica cascina demolita nel 1920 che sorgeva lungo il corso del Seveso, a est dell'attuale ferrovia Milano-Monza, approssimativamente sul luogo dell'attuale via della Maggiolina. Il nome della cascina, già attestato insieme all'edificio nel XVI secolo, è di origine incerta: secondo alcuni deriverebbe dalla famiglia dei Maggiolini, antichi proprietari della cascina, setaioli venuti in quel periodo in Lombardia da Firenze; per altri, invece, dal termine dialettale magiòster, ossia fragole.
Agli inizi del Novecento, il termine Maggiolina era stato utilizzato come nome per il quartiere di villette sorto tra le Melchiorre Gioia (ad est), Stresa (a nord), Timavo (ad ovest) e Muzio (a sud), ben distinto quindi dal vicino Villaggio dei Giornalisti, sorto a partire dal 1911, a nord della circonvallazione esterna e a ovest della ferrovia. Col progressivo sviluppo urbano che avrebbe di fatto saldato tutta la zona in un unico tessuto cittadino, l'uso del termine si sarebbe esteso finendo per comprendere ad esempio anche il recente complesso razionalista del Quartiere Mirabello (1939). Il complesso residenziale recintato realizzato negli anni Sessanta a nord-est del Villaggio dei Giornalisti, nell'ultima porzione di terreni rimasti inedificati tra questi e la ferrovia avrebbe ad esempio assunto il nome di Villaggio Maggiolina, forse dal vicino storico ristorante di via Torelli Violler 28 che aveva negli anni precedenti cambiato il proprio nome da Gallo d'Oro a La Maggiolina.
L'interramento della ferrovia Milano-Monza avvenuto nella seconda metà degli anni Sessanta avrebbe permesso nel decennio successivo la realizzazione di un'estesa porzione destinata a verde (i giardini Aldo Protti ed il Gregor Mendel), che da piazza Carbonari - punto di contatto tra quelli che erano i nuclei originari della Maggiolina (a sud-est) e del Villaggio dei Giornalisti (a nord-ovest) - si estende come un parco lineare fino a raggiungere l'attuale Palazzo Lombardia.

## Architetture
Il quartiere della Maggiolina conserva ancor oggi al suo interno architetture di un certo rilievo o interessanti nella loro peculiarità.

### Villa Mirabello
L'edificio storico di maggior rilievo della zona è la quattrocentesca Villa Mirabello, ai margini occidentali del Villaggio dei Giornalisti. Nata come villa di campagna, sarebbe stata riadibita nei secoli successivi adazienda agricola; si presenta nelle sue forme attuali dopo i restauri del 1916 e del 1930.

### Oratorio dei Santi Carlo e Vitale alle Abbadesse
Non distante dalla Maggiolina, a ovest del giardino Gregor Mendel si trova l'oratorio dei Santi Carlo e Vitale alle Abbadesse, risalente al Seicento. La piccola chiesetta presenta al proprio interno alcuni affreschi di Pietro Maggi, che ne hanno valso nel 1911 la tutela da parte della Sovrintendenza, dopo un precedente periodo di abbandono.

### Le case a iglù

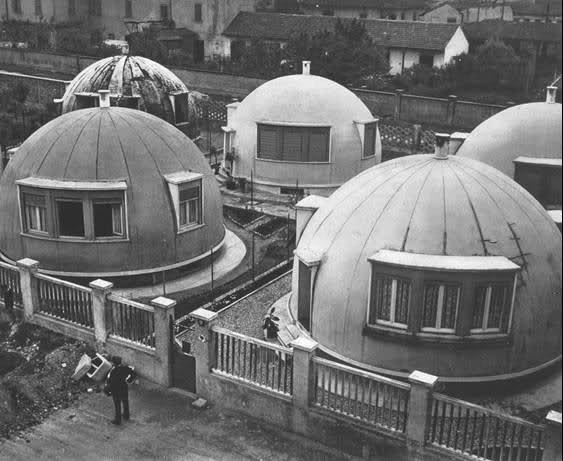
Le case a iglù di via Lepanto.

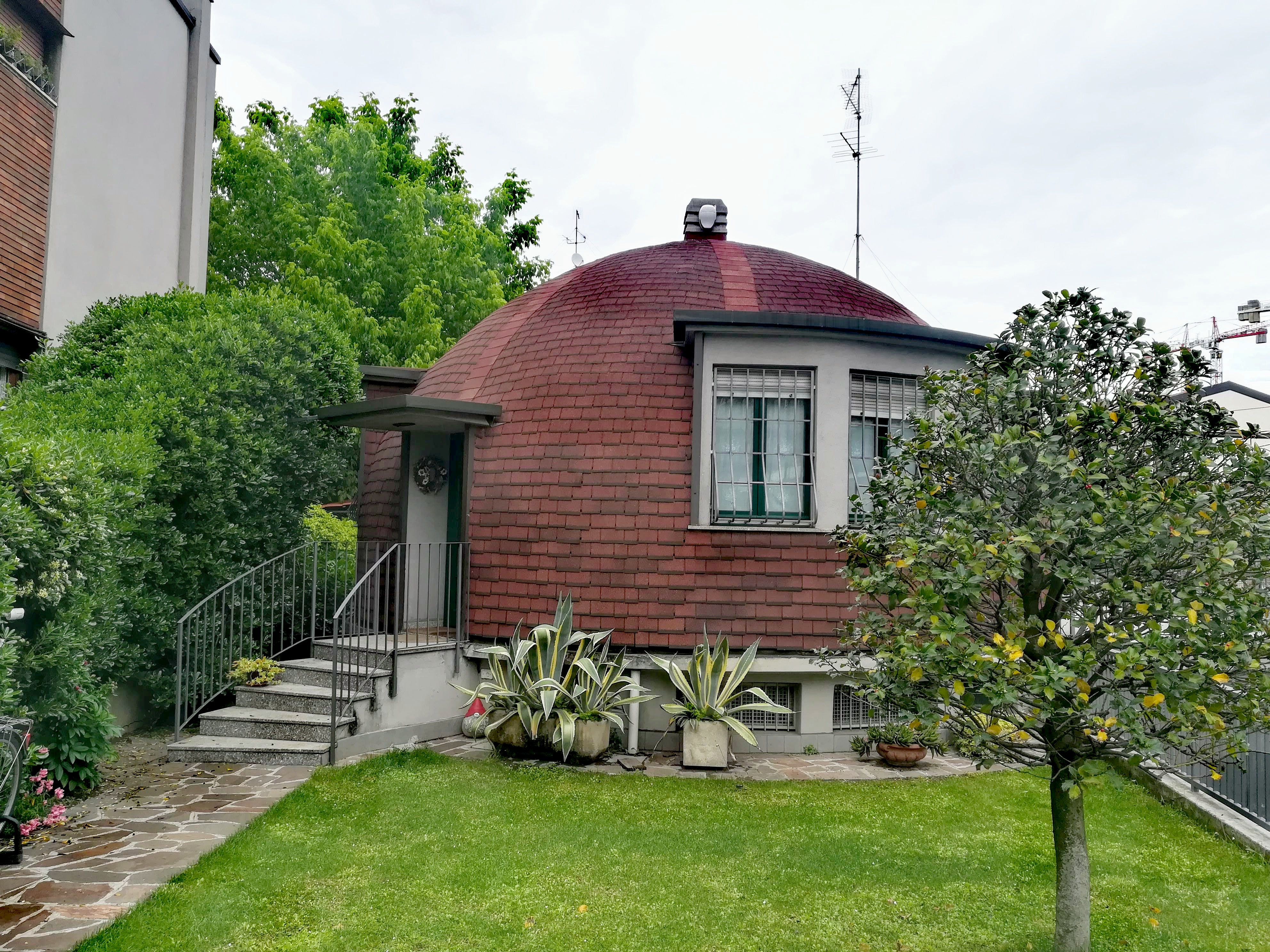
Una casa a iglù vista nel 2020.

Tra le architetture più significative della Maggiolina, meritano una citazione particolare alcune abitazioni a pianta circolare realizzate nel 1946 dall'architetto Mario Cavallè, lungo una striscia di terreno a ridosso della ferrovia Milano-Monza, ai margini del Villaggio dei Giornalisti (via Lepanto). Conosciute per la loro forma peculiare come case a iglù, vennero realizzate adottando questo particolare modello mono-abitativo e la relativa tecnica di costruzione dagli Stati Uniti.
Delle dodici unità abitative originariamente realizzate, ne sopravvivono oggi solo otto. Realizzate con un sistema a volta formato da mattoni forati disposti a losanghe convergenti, ciascun edificio consentiva un'assoluta libertà nella disposizione degli interni (all'incirca 45 m²). Erano presenti due livelli, uno fuori terra, l'altro seminterrato, accessibile solo dall'esterno (o da una ristretta botola all'interno) e illuminato da alcuni piccoli lucernai disposti all'altezza della strada. Le diverse ristrutturazioni subite dagli edifici hanno alterato più o meno pesantemente il progetto originario: delle otto unità abitative rimaste, probabilmente solo due mantengono ancora oggi la disposizione originaria degli spazi, con l'ingresso, il bagno, le due stanzette e la cucina.
Quattro unità abitative simili (a fungo, su due livelli) si possono tuttavia ancora osservare a Novate Milanese, in via Puccini e via Doninzetti.

### Le case a fungo
Insieme alle case a iglù erano state realizzate dallo stesso architetto, sempre nel 1946 anche due edifici dalla forma ancora più peculiare, a fungo, demolite tuttavia nel 1965 e sostituite da un altro edificio residenziale.
Contrariamente alle precedenti, si sviluppavano su due livelli fuori terra: uno più ristretto (il gambo) ed uno più ampio (la cappella) e sembravano ispirarsi alla Amanita muscaria, famosa specie di fungo da cui sembravano trarre la forma caratteristica.

### Villa Figini
Villa Figini (detta anche la palafitta) è una villa unifamiliare, situata in via Perrone di San Martino 8, sul margine dell'originario Villaggio dei Giornalisti. Fu progettata da Luigi Figini dal 1934 al 1935 come propria abitazione, secondo i dettami dell'architettura razionalista.

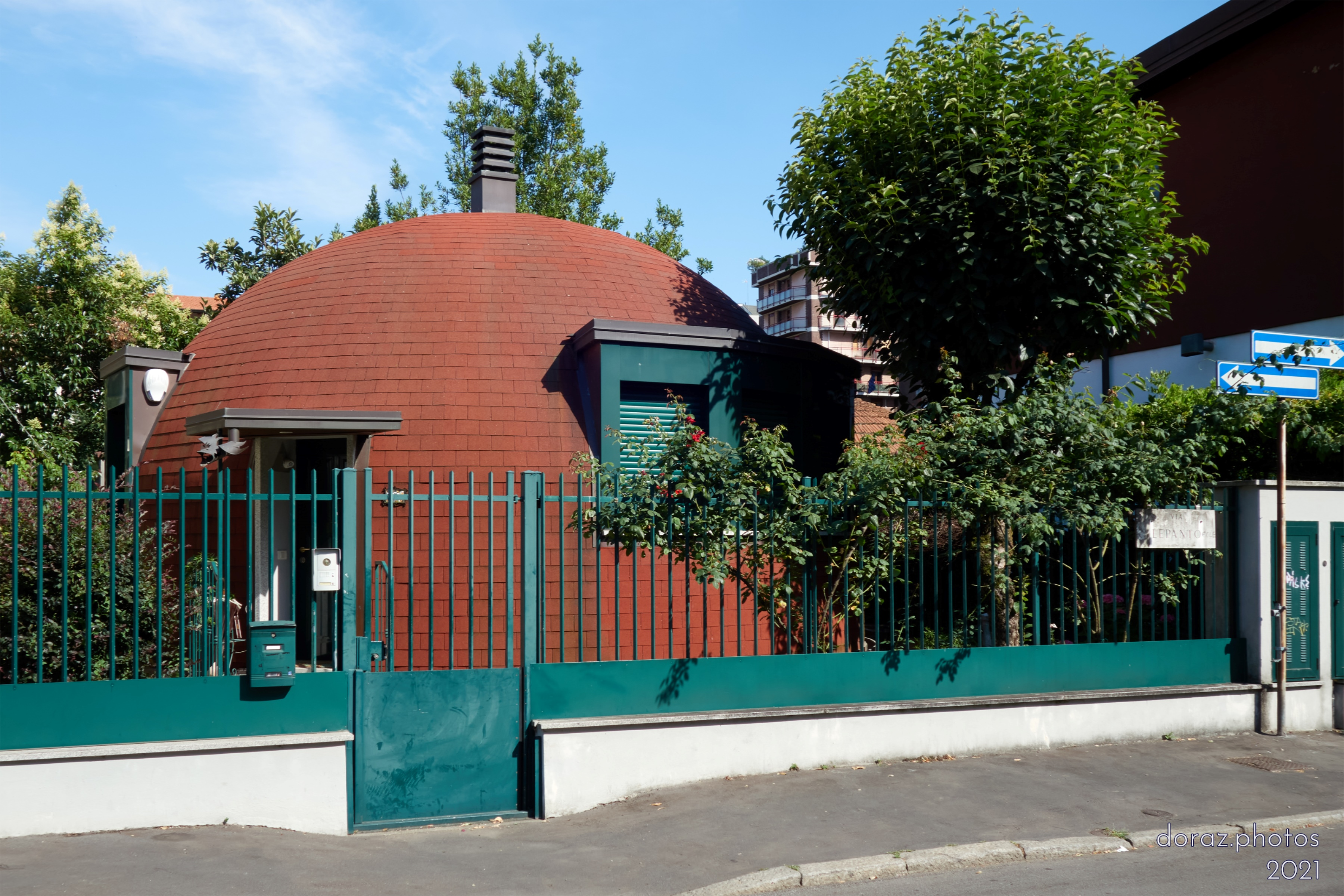
Milano, casa iglù 2021

### Chiesa di Sant'Angela Merici
Ai limiti del Villaggio dei Giornalisti è anche la chiesa di Sant'Angela Merici, costruita tra il 1958 e il 1960 su progetto di Mario Bacciocchi.

## Galleria d'immagini

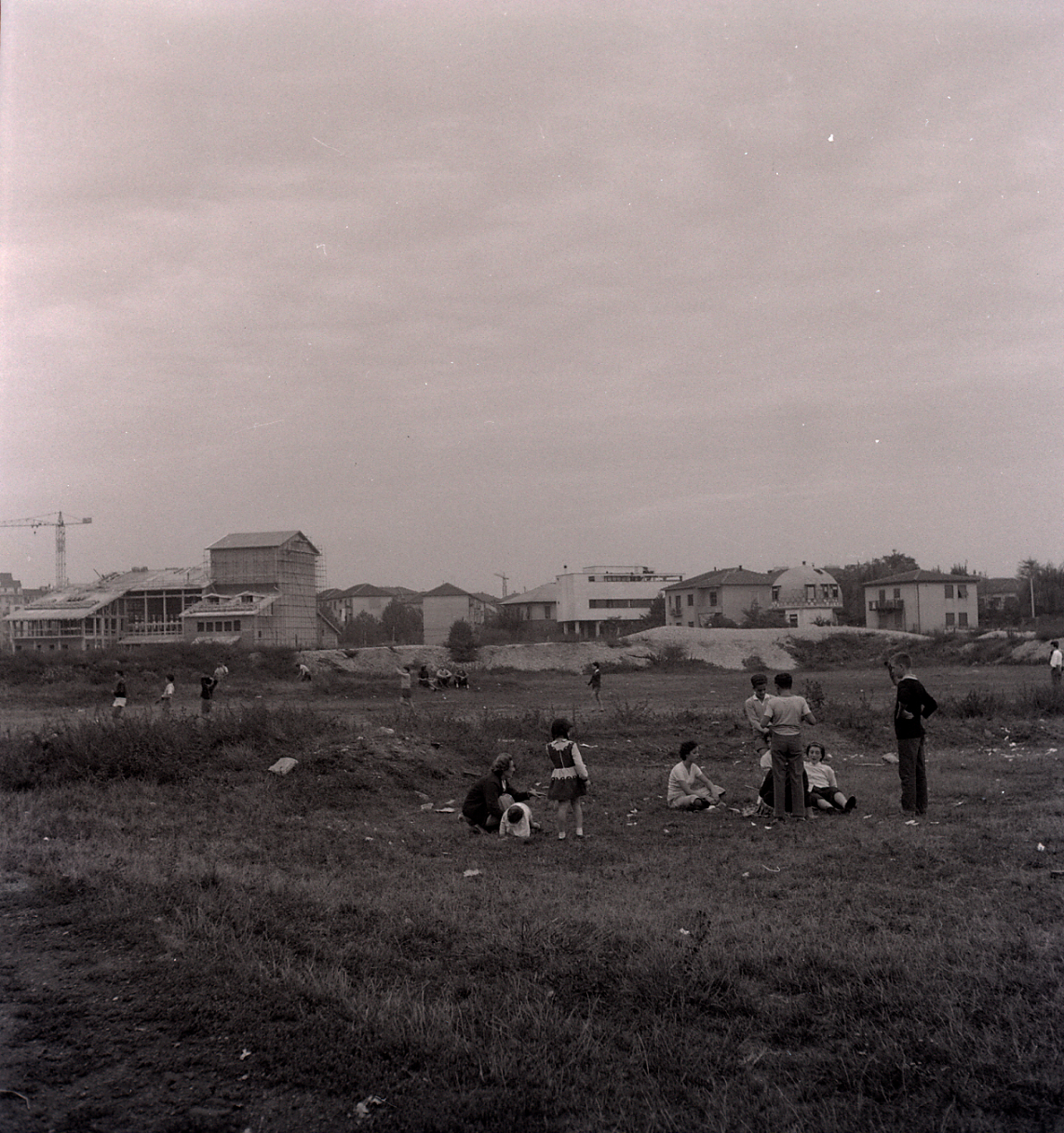
L'area ancora inedificata di via Cagliero, a nord della Maggiolina, in una foto di Paolo Monti (1960 circa). Sullo sfondo del Villaggio dei Giornalisti, Sant'Angela Merici in costruzione, Villa Figini e una delle scomparse case a fungo.
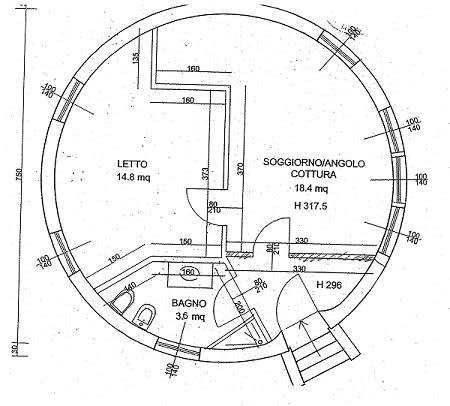
Pianta tipo di una delle case a iglù della Maggiolina.
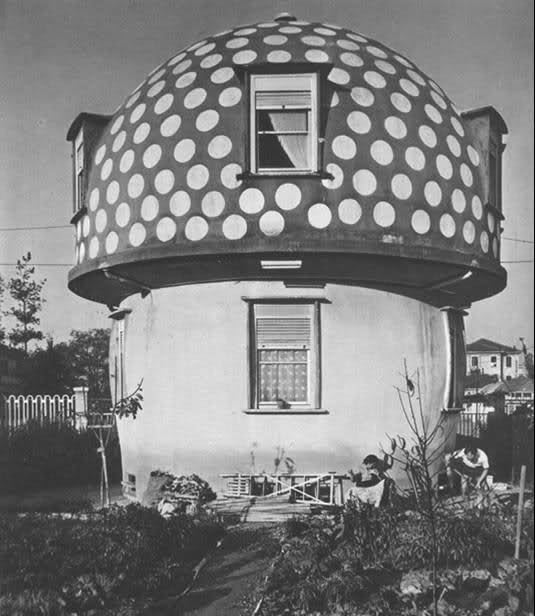
Le case a fungo
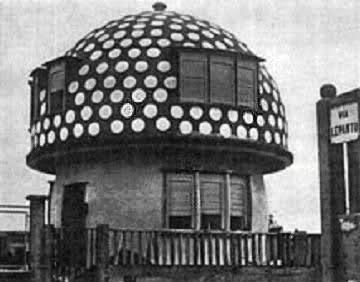
Le case a fungo